# Dharla
Dharla, Torsha o Torsa (bengalí ধরলা নদী) és un riu de Bangladesh. Els seus principals afluents són el Bhela Kuba i el Hansmara i el Mujnai.
Neix a l'Himàlaia entre Sikkim i Bhutan, passa pel districte de Jalpaiguri i el districte de Cooch Behar a Bengala Occidental (on és anomenat Torsha) i entra a Bangladesh al districte de Lalmonirhat i s'uneix al Jaldhaka o Singimari prop de Dungarpur conservant el nom de Dharla fins que desaigua al Brahmaputra a Bagwa, al districte de Kurigram. Per un moment abans de desaiguar gira a l'est i entra breument a l'Índia per retornar a Bangladesh al districte de Kurigram.